# 오모리 고타로
오모리 고타로(일본어: 大森 晃太郎, 1992년 4월 28일 ~ )는 일본의 축구 선수이다.

## 구단 경력
그는 2011년부터 2024년까지 J리그의 감바 오사카, 비셀 고베, FC 도쿄, 주빌로 이와타에서 활동하였다.